# Monumento a Spencer
El Monumento a Spencer es un monumento que consiste en un obelisco restaurado en el camino a La Valeta, en Blata l-Bajda, Malta, erigido para honrar a Sir Robert Spencer, capitán del HMS Madagascar que murió a bordo de su barco en Malta en 1830.
El monumento fue alcanzado por un rayo y sufrió daños considerables, sin embargo, fue recientemente restaurado y recobró su esplendor original.